# 青ひげ公の城

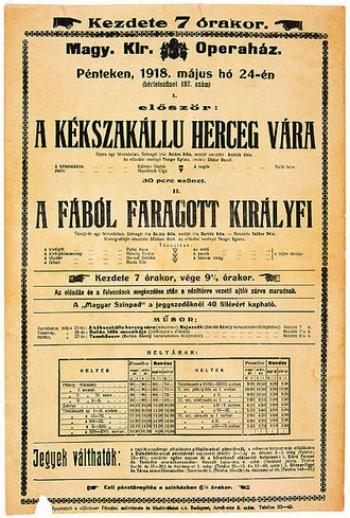
初演のポスター

『青ひげ公の城』（ハンガリー語：A Kékszakállú herceg vára, ドイツ語：Herzog Blaubarts Burg, 英語：Bluebeard's Castle）作品11、Sz.48は、バルトーク・ベーラの作曲した一幕もののオペラであり、バルトーク唯一のオペラである。台本はバラージュ・ベーラ（1884年 - 1949年）による。中篇オペラではあるが、ハンガリー語で制作されたオペラとしては国外で取り上げられる機会が最も多い作品である。

## 概要

### 作曲の経緯
バルトークとバラージュを引き合わせたのは、双方の友人である作曲家コダーイ・ゾルターンであった。当時、バラージュとコダーイはルームメートで、バラージュはコダーイのためにこの台本を書いていた。コダーイを通じてバルトークと知り合ったバラージュは、1906年のバルトークの民謡採取旅行にも同行している。1910年に出来上がったシナリオは、コダーイとバルトークの2人に献呈された。まずコダーイに作曲が依頼されたが、コダーイは「内容に共感できない」と言って断っている。しかしバルトークがこの台本に興味を持ち、作曲を開始する。
バルトークの二男バルトーク・ペーテル（ピーター・バルトーク）は、後述する新校訂版を出版する際、残されている資料によって作曲のプロセスを明らかにしている。
- 1911年2月から7月8日頃：声楽とピアノのために作曲。この後バルトークは休暇でパリに向かう。
- 7月22日：当時のバルトークの夫人マルタが自分で作ったコピーとオリジナルがバルトークの手元に届く。
- 7月23日：バルトークはスイスのツェルマットへ。当地でオーケストレーションに取りかかる。ただし休暇中には終わらず、バルトークはブダペストでも作業を続行。
- 9月20日：この日までに作曲は終了

バルトークが作曲を急いだのは、ハンガリーで行われた1幕もののオペラ・コンクールへの応募（提出期限は10月だった）という動機が挙げられる。しかしこのコンクールには入賞できなかった。
1917年、バルトークの次の舞台作品であるバレエ音楽『かかし王子』の初演が先に行われ、これが大成功を収めたため、歌劇場側も『青ひげ公の城』を無視できなくなり、この作品の初演が決定された。なお、完成後バルトークは1912年と1917年に改訂を行って現在の版を仕上げている。現在の研究では、オペラ冒頭の前口上も改訂時に追加した可能性が指摘されている。

## 初演と出版

### 初演

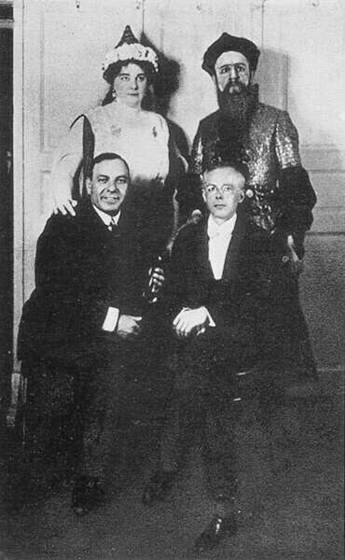
1918年の初演後の写真。前列左から当時の歌劇場監督のザドール・デジェー、バルトーク。後列左からハーゼルベック、カールマン

1918年5月24日　ブダペスト歌劇場、指揮：エギスト・タンゴ、ユディット：ハーゼルベック・オルガ、青ひげ：カールマン・オスカル
その他の国での初演は下記の通りである。
- 日本 - 1954年4月29日、藤原歌劇団青年グループ（福永陽一郎の指揮とピアノ伴奏）。管弦楽による演奏会形式では1957年3月16日、NHK交響楽団第384回定期演奏会。
- 台湾 - 2011年12月30日、タイペイ・オペラ・カンパニー率いる曽道雄の演出・指揮によって、台湾国立劇場にて上演された。

### 出版
オーストリアのウニヴェルザール出版社からヴォーカル・スコア（1921年）、フル・スコア（1925年）、およびリブレットが出版されている。ただし、このフル・スコアにはドイツ語（ヴィルヘルム・ツィーグラーの訳、ペーテルによればマルタの親戚ではないかとのこと）とクリストファー・ハッサルによる英語の歌詞しか記載されておらず、オリジナルの歌詞であるハンガリー語がなかった。アメリカのドーヴァー出版からウニヴェルザール版のヴォーカル・スコアのリプリントが出ているが、こちらにはハンガリー語の歌詞が収録されている。
そしてウニヴェルザール出版社も2008年に、先述した作曲者の次男ペーテルらによる新装改訂版を出版した。自筆資料などに基づき270箇所もの修正が加えられ、ようやくオリジナルのハンガリー語の歌詞が掲載された。ただし代わりにドイツ語版は削除されている。前口上はペーテルが新訳、英語歌詞はハッサルのものをペーテルが校訂したものを使用している。

## 編成

### 人物

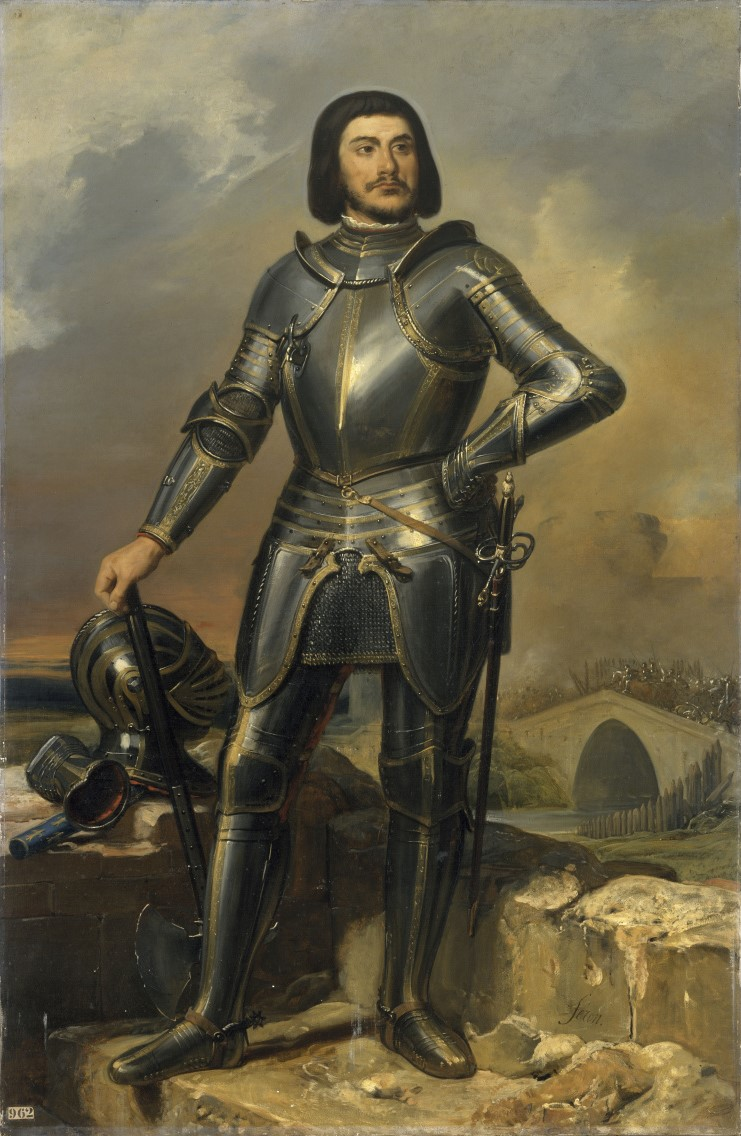
青ひげのモデルとなったと言われるジル・ド・レイ

- 青ひげ（バリトン）
- ユディット（ソプラノ）
- 青ひげの妻達（歌唱なし）
- プロローグの語り部

### 管弦楽
- 木管楽器：フルート4（第3、第4奏者はピッコロ持ち替え）、オーボエ2、イングリッシュホルン1、クラリネット3（第1、第2番奏者はA・B♭管およびE♭管、第3奏者はA・B♭管とバスクラリネットA・B♭管持ち替え）、ファゴット4（第4奏者はコントラファゴット持ち替え）
- 金管楽器：ホルン4、トランペット4、トロンボーン4、バスチューバ1
- 打楽器：ティンパニ、大太鼓、小太鼓、タムタム、シンバル、サスペンディッド・シンバル、シロフォン、トライアングル
- 鍵盤楽器：チェレスタ、オルガン
- 弦楽器：弦五部（16型）、ハープ2
- 舞台裏にトランペット4、トロンボーン4

### 演奏時間
約1時間。

## あらすじ
1幕1場の物語なので場面転換や明示的な区切りは無いが、便宜的に次のような場に分けられる。
- 前口上 -- プロローグ 語り部が現れ、物語への心構えを語る。この物語は、瞼で分けられた内側と外側、つまり自分自身と他人との関わりのお話。そして我々、あるいは自分自身の人生についての物語である。
- 城へ到着する青ひげとユディット。城の内部は広々とした円形のゴシック調のホール。左手には急な階段があり、その先は小さな鉄の扉。階段の右手には巨大な7つの扉がある。城の中は暗く、窓もなく、湿っている。青ひげはユディットに城で暮らすを考え直すのは今しかないと言うが、ユディットは家族とつらい別れをして来たのだから、決してあなたと別れないと言う。ユディットは城の全てが見たいと言うが、ここは暗闇に包まれている。ユディットは彼のために城に光を入れ乾かそうと考える。7つの鍵のかかった扉に気づき、開けてくれるよう頼むが「中を見る必要は無い」と断られる。彼女が第一の扉を叩くと、中から風が吹き抜けるようなため息が聞こえる。青ひげは「怖くはないか」と問いかけ、鍵を渡す。
- 第1の扉 そこは拷問部屋であった。ユディットは恐れをなすが、壁に血の痕をみつける。青ひげは「怖くはないか」と再度たずねるが、ユディットは差し込む朝日に驚愕し、次の扉の鍵を要求する。青ひげは次の鍵を渡す。
- 第2の扉 そこは武器庫であった。そしてユディットは全ての武器に血が付いているのをみつける。しかしさらに城内に光が入ってくる。ユディットは「あなたを愛しているのだから」とさらに鍵を要求する。青ひげの憂いは通ぜず、これ以上なにも問わないことを条件に、さらに3本の鍵を渡す。
- 第3の扉 そこは宝物庫であった。ユディットは感嘆する。しかし宝物には血痕が付いている。青ひげは次の扉を開けるよう急かす。
- 第4の扉 そこは秘密の庭園であった。ユディットは多くの花に喜ぶ。しかし白いバラに血の痕を見つけ、土には血が染みこんでいると言う。青ひげは第五の扉を開けるように言う。
- 第5の扉 その扉を開けると眼前には広大な青ひげの領土があった。呆然とするユディット。しかし雲から赤い血の影が落ちている。青ひげはもうこれ以上なにも問わず、自分を愛してくれと求めるが、ユディットは残りの扉を開けるよう執拗にせまる。青ひげは根負けして、もうひとつ鍵を渡す。扉を開けようとすると、再び中からため息が漏れてくる。
- 第6の扉 そこは涙の湖であった。ユディットは、その不気味なほど静かで、銀色に輝く湖に、うちひしがれる。ようやく二人は抱擁する。青ひげはこれで城は光で満たされたから、最後の扉は閉めたままにしておかなければならないと言うが、しかしユディットは以前に青ひげが愛した女性のことを問う。嫉妬が不信を呼び、最後の扉を開けるよう迫る。ユディットの中では、武器に付いていた血、領土に降り注いだ血が、前の妻達のものだという考えが渦巻いていく。殺したのだと、噂は本当だったのだと問いつめる。青ひげは絶望して、最後の鍵を渡す。
- 第7の扉 その扉を開けると、中から3人の妻が列をなして現れる。ユディットは「生きている。目もくらむほど美しい」と息をのむ。彼女たちこそが富と領土の源泉であり、それぞれ「夜明け」「真昼」「夕暮れ」を支配している。ユディットはその間、私など遠く及ばないと言っている。青ひげは「私は四人目を真夜中に見つけた」といい、夜を彼女のものとする。ユディットは最初逃れようとするが、「おまえが一番美しい」といわれ、彼のマントと宝石を受け入れ、四人目の妻として他の者たちとともに第七の扉に消える。青ひげは「もうこれで完全に闇の中だ…」といって、暗闇のなかに消える。

## バラージュの青ひげ
青ひげの物語はシャルル・ペローにより確立されたが、バラージュの台本のきっかけとなったのは、モーリス・メーテルリンクの戯曲であるといわれている（この戯曲でポール・デュカスはオペラ『アリアーヌと青髭』を作曲している）。そもそもペローの物語やメーテルリンクの物語では、話は次のようになっていた。青ひげは外出するという理由で新しい妻に7つの扉の鍵をあたえ、最後の扉は決して開けてはならないと言い残して出かける。妻は誘惑にかられその禁を破る。その後の展開は、ペローの場合、妻は前妻が殺されていたことを発見し、兄弟たちに救出される。あるいはメーテルリンクの場合は、前妻が幽閉されていたことを知り説得するが失敗、自分は城から出て行く。
バラージュは、青ひげを妻ユディットに常に付き添わすことで、青ひげの苦悩をも描き出し、猟奇的で得体の知れない青ひげのイメージを背景に押しやり、男と女の葛藤に焦点を移した。そして血のイメージを全ての扉へ持ち込んで、形式感も作り出し、オペラとしての緊迫感も与えた。青ひげは本当は扉を開けさせたがっているのではないかといった、解釈の多様性も生まれた。またバルトークらと同じく民謡からの影響下でテクストを書いており、そのためバルトークは旋法性やアクセントの付け方など、自らの民謡経験を生かすことができた。しかしそのため他の言語に歌詞を置き換えることが困難となり、あまり舞台で取り上げられない一因ともなった。また舞台上の動きに乏しい（基本的に7つの扉の前で2人が歌うだけである）、特にこれといった事件が起きないという根本的な問題もあり、オペラとして上演されにくい要因と言われる。
戯曲の日本語訳は以下の単行本に収録されている。
- 『青ひげ公の城 ハンガリー短編集』（恒文社） ISBN 978-4770409621

## 音楽
この当時のバルトークは、リヒャルト・シュトラウスやフランツ・リストなどから強く影響を受けた最初期の作風からは脱し、民俗音楽の採取を初め、コダーイを通じて知ったクロード・ドビュッシーなどの影響を受けていた時期である。いわゆる初期作品と言えるが、既に『ヴァイオリン協奏曲第1番』（1907年 - 1908年、生前未発表）や『弦楽四重奏曲第1番』（1908年）などを書き、翌年には『アレグロ・バルバロ』（1911年）も作曲することになるなど、バルトークらしさが十分に現れだした頃の最も大規模な作品である。
音楽は冒頭の低弦による導入から五音音階が使われ、民俗音楽的な雰囲気を持つが、長調／短調といった調性的な親しみやすさはあまりなく、旋法によるくすんだ音色と、三全音(増4度)や短二度といった鋭い音程が支配的である。歌として親しみやすいメロディーもほとんど無く、伴奏もオスティナートが多用され、印象に残りにくいが、ゆるやかに繋がっていくそれらのイメージは、城のつかみ所のない陰湿で重苦しい雰囲気を見事に生み出している。それだけに、青ひげによるアリオーソの豊かな旋律と和声付けや、第5の扉の純粋なハ長調などが、圧倒的な存在感を放つことにもなる。
前述したようにこの作品はプロローグから第7の扉までの8つの部分に分けられるが、大きく3つのグループに分けることも可能である。それは、プロロークから第2の扉／第3から第5の扉／第6から第7の扉である。第2の扉までの城の凄惨さを見せつける部分までは主に短調（短旋法）で、第3から第5の扉の青ひげの富を見せつける部分は主に長調で、そして前妻の秘密が明かされる第6、第7の扉は再び短調（短旋法）で彩られており、シンメトリックな構造ともとれる。実際に最後のグループは最初のグループの再現的な音楽的内容が認められる（第1の扉と第6の扉のオスティナートの類似性、青ひげのアリオーソの類似性、第1の扉を叩いた擬音効果の展開、旋律の類似など）。また音楽評論家のポール・グリフィスの説明によると、「冒頭の嬰ヘ調から出発して短三度の段階を経ながら、まず嬰ニ調／変ホ調（第2と第4の扉）、次にハ調（第5の扉）、それからイ調（第6の扉）に移行し、最後には嬰ヘ調に再び戻っていく調性組織」で「減七の和音、つまり F#-D-C-A-F# の各調の和音による連結」という構造もある。
いずれにせよ、この作品では調による色彩の変化が重要視されており、バルトークは扉が開くたび、その音楽に合わせた照明を照らすよう色の指定をし、その印象をより明確にしようと試みてさえいる（第1の扉は「血のような赤」、第2の扉は「黄色がかった赤」など）。これは後にスクリャービンが考案した色光ピアノなどの先駆例ともいえる。
それぞれの扉での血のイメージは、鋭い短二度で音化されており、形式的な統一に役立っている。始めはむき出しだったその短二度も、第5の扉では背景に溶け混み始め、第6の扉にいたってはいたる所が短二度で埋め尽くされる。最後の扉を開けて欲しいとユディットが口にする部分は、後年の《中国の不思議な役人》での、役人登場のシーンを先取りしたような苛烈さがある。
バルトークがなぜこの題材に作曲しようとしたのかは定かでない。ただしこの後に続く舞台作品『かかし王子』『中国の不思議な役人』も共に「男女関係の絶望的状態」（グリフィス）にまつわる物語である点は指摘できるだろう。またバルトーク・ペーテルが新校訂版の中で、「バラージュが書いた前口上を読めば、この物語は青ひげを題材にしているが、童話とは大して関係ない。実態は人生そのものを表した寓話であることが分かる」と語っていることも留意すべきであろう。

## 関連作品
青ひげが主題の作品 も参照。